# La PomPon
La PomPon（ラ・ポンポン）は、ビーイングに所属していた日本のダンス&ボーカルグループ。ユニット名の由来は「Power Of Music（パワーオブミュージック）〈音楽の力〉で、Pride Of New generation（プライドオブニュージェネレーション）〈新しい時代の誇り〉」から来ている。
センター及びメインボーカルはYUKINOとKIRI。
2018年2月に解散を発表し、3月24日に解散した。

## 略歴
- 2012年頃、スカウトで所属が決定したRIMA、ビーイングがおこなったオーディションに合格したYUKINOとKAREN、2013年頃のオーディションで合格したMISAKI、スカウトにより所属が決定したHINA、KIRIを加えた6人で結成。
- 2014年8月、本格的な活動開始となり、ステラボールで開催された倉木麻衣のオープニングアクトを担当し、ライブイベント「TOKYO IDOL FESTIVAL2014」への出演を果たす[2]。
- 2015年1月28日、シングル『BUMP!!』でメジャーデビュー[1][2]。
- 2017年7月2日、「La Pom Pon 1stワンマンライブ～Power of LPP ～」をTSUTAYA O-WEST にて開催。
- 2018年1月24日、1stアルバム『BEST OF La PomPon』を発売。
- 2018年2月24日、オフィシャルサイト上で解散する事が発表された[4]。
- 2018年3月24日、六本木morph-tokyoにてラストライブ「La PomPon ライブ "The FINAL"」を開催し解散した[5]。

### 解散後
- HINAが本名の石井日菜として舞台女優に転身。YUKINOは、事務所をセントラルグループに移籍し、「涼ユキノ」名義で活動、のちに「ユキノ」名義に変更。KARENはフリーアナウンサーの山田かれんとして活動。RIMAは事務所に残り、「OTMGirls」の「ミギー」役を担当している。

## メンバー
| 名前   | よみ   | 生年月日               | 血液型 | 出身地   | メンバーカラー | 備考 |
| ------ | ------ | ---------------------- | ------ | -------- | -------------- | --- |
| MISAKI | みさき | 1997年6月7日（28歳）   | O型    | 神奈川県 | 紫             | 最年長メンバーでサブリーダー。 ダンス担当 所属のきっかけはオーディション |
| YUKINO | ゆきの | 1997年12月8日（27歳）  | B型    | 茨城県   | 緑             | リーダー ボーカル担当 現在は、「ユキノ」名義でモデルや女優としても活動。 |
| RIMA   | りま   | 1999年8月12日（25歳）  | A型    | 沖縄県   | 青             | 所属のきっかけはスカウト。故郷の沖縄のタレントスクール兼事務所に在籍中にスカウトされ中学1年時に故郷の沖縄を離れ1人で上京。 事務所の寮で暮らしていた。 解散後も事務所に残り、同名義で「OTMGirls」の「ミギー」役を担当している。 |
| HINA   | ひな   | 1999年11月10日（25歳） | B型    | 東京都   | 赤             | 本名「石井日菜」 2009年にミュージカル「アニー」にテシー役で出演。現在も本名で女優として活動している。 |
| KIRI   | きり   | 2000年8月8日（24歳）   | B型    | 神奈川県 | 黄色           | ボーカル担当 所属のきっかけはダンススクール時代の発表会でのスカウト 6人の中で最後に練習生として加入 |
| KAREN  | かれん | 2000年9月19日（24歳）  | O型    | 東京都   | ピンク         | 最年少メンバー ライブやイベントやコメントなどの際にMCを担当。所属のきっかけはオーディション 現在はフリーアナウンサーに転身し、「山田かれん」名義で活動している。                                                               |

## 作品

### シングル
|     | 発売日        | タイトル                                              | 最高順位 |
| --- | ------------- | ----------------------------------------------------- | -------- |
| 1st | 2015年1月28日 | BUMP!!                                                | 57位     |
| 2nd | 2015年4月29日 | HOT GIRLS                                             | 56位     |
| 3rd | 2015年9月16日 | 謎/ヤダ!嫌だ!ヤダ! 〜Sweet Teens ver.〜               | 8位      |
| 4th | 2016年3月23日 | 運命のルーレット廻して/サヨナラは始まりの言葉         | 12位     |
| 5th | 2016年9月7日  | 想い出の九十九里浜/恋のB・G・M 〜イマハ、カタオモイ〜 | 6位      |
| 6th | 2017年8月30日 | Feel fine!/Mr.Lonely Boy                              | 19位     |

### アルバム
|     | 発売日        | タイトル          | 最高順位 |
| --- | ------------- | ----------------- | -------- |
| 1st | 2018年1月24日 | BEST OF La PomPon | 35位     |

### 配信限定
|     | 発売日        | タイトル    |
| --- | ------------- | ----------- |
| 1st | 2017年1月28日 | ふれんず    |
| 2nd | 2017年2月14日 | come on NOW |

### 参加作品
1. doriko 10th anniversary tribute（2017年8月30日）収録:キャットフード

## タイアップ一覧
| 起用年 | 楽曲                   | タイアップ                                                                      |
| ------ | ---------------------- | ------------------------------------------------------------------------------- |
| 2015年 | BUMP!!                 | 日本テレビ系『ミュージックドラゴン』1月度エンディング・テーマ                   |
| 2015年 | 恋のABC                | テレビ金沢『となりのテレ金ちゃん』1月度エンディング・テーマ                     |
| 2015年 | HOT GIRLS              | 日本テレビ系『今夜くらべてみました』4月度エンディング・テーマ                   |
| 2015年 | HOT GIRLS              | チバテレビ『MUSIC LAUNCHER』4月度エンディング・テーマ                           |
| 2015年 | HOT GIRLS              | テレビ金沢『となりのテレ金ちゃん』エンディング・テーマ                          |
| 2015年 | 恋はずーく☆ダンス      | NHK Eテレ『ビットワールド』内『秘密結社鷹の爪 DO』エンディングテーマ            |
| 2015年 | 謎                     | 読売テレビ・日本テレビ系アニメ『名探偵コナン』オープニングテーマ                |
| 2016年 | 運命のルーレット廻して | 読売テレビ・日本テレビ系アニメ『名探偵コナン』エンディングテーマ                |
| 2016年 | 想い出の九十九里浜     | TBS系『アッコにおまかせ!』エンディングテーマ                                    |
| 2016年 | ふれんず               | ニャンだ?フル チャンネル枠内アニメ『タマ&フレンズ 〜うちのタマ知りませんか?〜』 |

## 出演

### ラジオ
- 「La PomPonのコチらぽんぽん情報局」（FM-FUJI）
  - GIRLS♥GIRLS♥GIRLS =flying high=（2015年10月3日 - 12月26日）
  - GIRLS・GIRLS・GIRLS =RED ZONE=（2016年1月6日 - 7月27日）
  - GIRLS・GIRLS・GIRLS =FULL BOOST=（2016年8月2日 - 2017年3月28日）
  - J POP N' ROCKs（毎月第2水曜日　2016年4月12日 - 2018年2月14日（3月は出演しなかった））